# Noita (jeu vidéo)
Noita est un jeu vidéo d'action-aventure roguelite en développement par Nolla Games. Le joueur contrôle une sorcière qui peut créer et lancer des sorts afin de vaincre des créatures issues de mythologies finlandaises. Le jeu se déroule dans un monde généré de manière procédurale où chaque pixel est physiquement simulé. Il a été publié en accès anticipé pour Microsoft Windows le 24 septembre 2019. La version 1.0 de Noita est sortie le 15 octobre 2020.

## Gameplay
Le personnage du joueur dans Noita est une sorcière (« noita », en finnois) qui crée et jette des sorts dans un monde ouvert 2D généré de manière procédurale où chaque pixel est physiquement simulé,,,. L'action de jeu est vue à partir d'un angle de caméra à vue latérale,. Noita inclus la mort permanente et le joueur combat des ennemis qui incluent des créatures issues de la mythologie finnoise telles que Hiisi et Iku-Turso.

## Développement
Noita est développé par Nolla Games, un studio de jeux indépendant basé à Helsinki, en Finlande. Le studio a été formé par Petri Purho (le développeur de Crayon Physics Deluxe), Olli Harjola (The Swapper) et Arvi Teikari (Baba Is You),,. Noita est inspiré par le jeu d'artillerie Liero de 1998, et par les roguelikes modernes. Noita a été publié en accès anticipé pour Microsoft Windows le 24 septembre 2019 et distribué numériquement sur GOG.com, Humble Bundle, itch.io et Steam. Le développeur envisageait un accès anticipé d'une durée d'environ un an avant une sortie complète. Finalement, le 22 septembre 2020, Nolla Games a annoncé que Noita quitterait l'accès anticipé à la publication de la version 1.0, qui a eu lieu le 15 octobre 2020, soit un peu moins de treize mois après la première version publique.

## Accueil
Noita a été finaliste dans trois catégories au festival des Jeux indépendants 2019 : « Seumas McNally Grand Prize », « Excellence in Design » et « Nuovo Award ». Le site informatique finlandais Muropaketti a donné à la version à accès anticipé de Noita un 4 sur 5, et a décrit le jeu comme « débridé et addictif », ajoutant qu'il « établit des attentes élevées pour le jeu une fois fini ». Le jeu a également été nommé pour la « meilleure technologie » aux 20e Game Developers Choice Awards.